# Utricularia volubilis
Utricularia volubilis — вид рослин із родини пухирникових (Lentibulariaceae).

## Біоморфологічна характеристика
Це водний чи підводний багаторічник, трав'яниста рослина заввишки 20–120 см. Часточок чашечки 2. Віночок завширшки ≈ 20 мм; піднебіння з 2 жовтими підвищеннями. Квітки фіолетово-пурпурні, з вересня по грудень.

## Середовище проживання
Цей вид є ендеміком південно-західної Австралії, де зустрічається від національного парку Мур-Рівер на півночі південного Уолпола та на сході до національного парку Кейп-Ле-Гранд.
Цей вид зустрічається у глибоких водоймах, закріплений у піщаному торфі на багаторічних болотах та між очеретами на узбережжях озер.

## Використання
Цей вид культивується невеликою кількістю ентузіастів роду, комерційна торгівля незначна.